# Apophua bipunctoria
Apophua bipunctoria är en stekelart som först beskrevs av Carl Peter Thunberg 1822.  Apophua bipunctoria ingår i släktet Apophua och familjen brokparasitsteklar. Arten är reproducerande i Sverige. Utöver nominatformen finns också underarten A. b. nigritibiis.